# Vasek Pospisil
Vasek Pospisil (Vernon, 23 de junho de 1990) é um tenista profissional canadense, de origem tcheca.

## Carreira
Encerrou o ano de 2011 como o número 119 do mundo. Em 2013, chegou à semifinal do ATP 250 de Bogotá em julho, Em agosto, surpreendeu ao chegar na semifinal do Masters 1000 do Canadá.

## Grand Slam finais

### Duplas: 1 (1 título)
| Posição | Ano  | Campeonato | Piso  | Parceiro  | Oponentes            | Placar                            |
| ------- | ---- | ---------- | ----- | --------- | -------------------- | --------------------------------- |
| Campeão | 2014 | Wimbledon  | Grama | Jack Sock | Bob Bryan Mike Bryan | 7–6(7–5), 6–7(3–7), 6–4, 3–6, 7–5 |

## ATP finais

### Simples: 1 (1 vice)
| Legenda                           |
| --------------------------------- |
| Grand Slam (0–0)                  |
| ATP World Tour Finals (0–0)       |
| ATP World Tour Masters 1000 (0–0) |
| ATP World Tour 500 Series (0–1)   |
| ATP World Tour 250 Series (0–0)   |

| Títulos por Piso |
| ---------------- |
| Duro (0–1)       |
| Saibro (0–0)     |
| Grama (0–0)      |
| Carpete (0–0)    |

| Posição | N. | Data           | Torneio              | Piso | Oponente     | Placar   |
| ------- | -- | -------------- | -------------------- | ---- | ------------ | -------- |
| Vice    | 1. | Agosto 3, 2014 | Washington Open, EUA | Duro | Milos Raonic | 1–6, 4–6 |

### Duplas: 7 (4 títulos, 3 vices)
| Legenda                           |
| --------------------------------- |
| Grand Slam (1–0)                  |
| ATP World Tour Finals (0–0)       |
| ATP World Tour Masters 1000 (1–2) |
| ATP World Tour 500 Series (1–1)   |
| ATP World Tour 250 Series (1–0)   |

| Títulos por Piso |
| ---------------- |
| Duro (3–3)       |
| Saibro (0–0)     |
| Grama (1–0)      |
| Carpete (0–0)    |

| Posição | N. | Data             | Torneio                           | Piso     | Parceiro         | Oponentes                     | Placar                            |
| ------- | -- | ---------------- | --------------------------------- | -------- | ---------------- | ----------------------------- | --------------------------------- |
| Campeão | 1. | Julho 5, 2014    | Wimbledon, Reino Unido            | Grama    | Jack Sock        | Bob Bryan Mike Bryan          | 7–6(7–5), 6–7(3–7), 6–4, 3–6, 7–5 |
| Campeão | 2. | Julho 27, 2014   | Atlanta Tennis Championships, EUA | Duro     | Jack Sock        | Steve Johnson Sam Querrey     | 6–3, 5–7, [10–5]                  |
| Vice    | 1. | Agosto 17, 2014  | Cincinnati Masters, EUA           | Duro     | Jack Sock        | Bob Bryan Mike Bryan          | 3–6, 2–6                          |
| Vice    | 2. | Outubro 5, 2014  | China Open, China                 | Duro     | Julien Benneteau | Jean-Julien Rojer Horia Tecău | 7–6(8–6), 5–7, [5–10]             |
| Campeão | 3. | Outubro 26, 2014 | Swiss Indoors, Suíça              | Duro (i) | Nenad Zimonjić   | Marin Draganja Henri Kontinen | 7–6(15–13), 1–6, [10–5]           |
| Campeão | 4. | Março 21, 2015   | Indian Wells Masters, EUA         | Duro     | Jack Sock        | Simone Bolelli Fabio Fognini  | 6–4, 6–7(3–7), [10–7]             |
| Vice    | 3. | Abril 4, 2015    | Miami Masters, EUA                | Duro     | Jack Sock        | Bob Bryan Mike Bryan          | 3–6, 6–1, [8–10]                  |